# 10-й егерский полк
10-й егерский полк

## Формирование полка
Сформирован 17 мая 1797 г. как 11-й егерский полк, с 1798 по 1801 г. именовался по шефам, 29 марта 1801 г. назван 10-м егерским. По упразднению егерских полков 28 января 1833 г. все три батальона были присоединены к Галицкому пехотному полку. В 1863 г. три батальона Галицкого полка пошли на формирование Уральского пехотного полка, в котором были сохранены старшинство и знаки отличия 10-го егерского полка.

## Кампании полка
Первым боевым опытом полка явилось участие в русско-турецкой войне 1806—1812 гг., где он в 1809 г. принял участие в осаде и взятии Хотина.
Оба действующих батальона состояли в 9-й пехотной дивизии корпуса Е. И. Маркова 3-й обсервационной армии, а затем в составе той же дивизии были назначены в 1-й корпус Дунайской армии и приняли участие во многих делах против французов на завершающем этапе Отечественной войны и далее в Заграничных походах.

## Знаки отличия полка
- Знаки головные уборы с надписью «За отличие», пожалованные 31 января 1816 г. за войны против Наполеона в 1812 и 1813—1814 гг.;
- «Гренадерский бой» за Русско-турецкую войну 1828-1829 годов.

## Места дислокации
1820- Меленки. Второй батальон на поселении в Новгородской губернии.

## Шефы полка
- 17.01.1799 — 12.08.1807 — полковник (с 04.02.1799 генерал-майор) Марков, Василий Павлович 2-й
- 12.08.1807 — 01.09.1814 — полковник (с 16.06.1813 генерал-майор) Иванов, Иван Дмитриевич

## Командиры полка
- 17.05.1797 — 18.10.1798 — подполковник (с 23.09.1797 полковник, с 20.08.1798 генерал-майор) барон Мальтиц, Леонтий Фёдорович
- 18.10.1798 — 17.01.1799 — подполковник Иванов, Пётр Фёдорович
- 10.05.1799 — 27.07.1800 — подполковник (с 15.10.1799 полковник) Иванов, Пётр Фёдорович
- 27.08.1800 — 12.11.1802 — полковник Давыдовский, Яков Яколевич 1-й
- 04.02.1803 — 19.12.1804 — полковник Штауде, Захарий Фёдорович
- 31.03.1805 — 04.02.1807 — подполковник (с 23.04.1806 полковник) Брезгун, Михаил Петрович 1-й
- 28.11.1807 — 24.02.1810 — подполковник (с 12.12.1807 полковник) Пряжевский, Клим Петрович
- 12.03.1810 — 07.05.1813 — майор (с 13.04.1811 подполковник) Житков, Михаил Фёдорович
- 01.06.1815 — 13.12.1815 — подполковник Мельников, Михаил
- 13.12.1815 — 29.01.1820 — подполковник Щербов, Василий Павлович
- 29.01.1820 — ? — полковник Кропотов, Александр

## Известные люди, служившие в полку
- Зварыкин, Фёдор Васильевич — генерал-майор, герой войн против Наполеона
- Щодро, Иосиф Матвеевич — герой Кавказской войны